# Comitê Olímpico da Sérvia
O Comitê Olímpico da Sérvia (em sérvio:  Олимпијски комитет Србије / Olimpijski komitet Srbije) é o Comitê Olímpico Nacional que representa a Sérvia. Esta instituíção organiza os representantes do país nos Jogos Olímpicos de Verão e de Inverno, bem como em eventos menores, como os Jogos do Mediterrâneo. Seu presidente é Vlade Divac.